# ويليام وثر غرانت
ويليام وثر غرانت (بالإنجليزية: William Lowther Grant)‏ هو ضابط بحري جنوب أفريقي، ولد في 1864، وتوفي في 30 يناير 1929.